# گنگاذار اذیکاری
گنگاذار اذیکاری یا گانگادار ادیکاری (به انگلیسی: Gangadhar Adhikari)، (۱۸۹۸–۱۹۸۱) یک نویسنده و نظریه‌پرداز مارکسیست اهل کشور هندوستان بود. او دبیرکلی حزب کمونیست هند را بر عهده داشت که یکی از قدیمی‌ترین احزاب سیاسی در کشور هند است. اذیکاری همچنین یک شیمیدان بود که در سال ۱۹۲۷ در برلین دکترای شیمی به دست آورد. او با چند تن از برجسته‌ترین دانشمندان به همکاری می‌پرداخت و در سخنرانی‌های ماکس پلانک و آلبرت اینشتین حضور داشته‌است.

## زندگی‌نامه
گنگاذار اذیکاری در فاصلهٔ سال‌های ۱۹۲۲ تا ۱۹۲۸ در آلمان بود و جذب اندیشهٔ مارکسیستی شد. او در آنجا به حزب کمونیست آلمان پیوست. سپس در سال ۱۹۲۸ به هند بازگشت و عضو حزب کمونیست هند شد. اذیکاری در پرونده توطئه میروت دستگیر شد. آلبرت اینشتین نامه ای سرگشاده به رمزی مک‌دونالد نخست‌وزیر بریتانیا نوشت و خواهان آزادی او شد.
اذیکاری در کنفرانس ملی کلکته که در سال ۱۹۳۳ برگزار شد، به دبیر کلی حزب کمونیست هند برگزیده شد. او از ۱۹۴۳ تا ۱۹۵۱ عضو دفتر سیاسی حزب کمونیست هند بود.
موضع اذیکاری دربارهٔ مسئلهٔ ملی در سال ۱۹۴۳ تحت عنوان اتحاد ملی پاکستان و هند منتشر شد و متأثر از جزوهٔ مارکسیسم و مسئلهٔ ملی استالین بود که بر اهمیت ملیت در ایجاد زبان مشترک، قلمروی تعریف شده و آگاهی عمومی ملی تأکید می‌کرد.
گنگاذار اذیکاری اسناد حزب کمونیست هند را در ده مجلد گردآوری کرده‌است.